# Dreaming of a Freaking Fairy Tale
Dreaming of a Freaking Fairy Tale (en hangul, 나는 대놓고 신데렐라를 꿈꾼다; McCune-Reischauer, Nanŭn taenok'o shinderellarŭl kkumkkunda; literalmente, «Sinceramente sueño con Cenicienta») es una serie de televisión web surcoreana dirigida por Kim Min-kyung y protagonizada por Pyo Ye-jin y Lee Jun-young. Se estrenó el 31 de mayo de 2024 en la plataforma TVING, y y se emite a razón de dos capítulos por semana, publicados los viernes a las 12:00 (hora local coreana), hasta el 28 de junio. También está disponible para transmisión en Viu y Paramount+ en algunos países del mundo.

## Sinopsis
Una mujer que decide convertirse en Cenicienta después de chocar contra el muro de la realidad conoce a un príncipe azul que, sin embargo, no cree en el amor. Jae-rim es una joven cabeza de familia que tiene que hacerse cargo del sustento de su madrastra y se propone cumplir el testamento de su padre: «encuentra un marido rico y reparte tu riqueza». El día que Jae-rim, que había planeado encontrar pareja consiguiendo un trabajo en un club social en Cheongdam-dong, subió las escaleras hasta la sala de entrevistas, tiene un encuentro inesperado cuando, como Cenicienta, un zapato gastado cae sobre la cabeza de Cha Min, el propietario del club, un chaebol de octava generación.

## Reparto

### Principal
- Pyo Ye-jin como Shin Jae-rim, una joven que debe mantener a su familia tras la muerte del padre; para ello busca un trabajo en Cheongdam Heaven, donde tiene un primer encuentro desagradable con el propietario, Cha-min, el cual, sin embargo, siente curiosidad por ella y le da el empleo.[4][5]
- Lee Jun-young como Moon Cha-min, el propietario del club social Cheongdam Heaven, y un magnate encantador y arrogante de una familia chaebol que no confía en las personas ni en el amor.[6][7][8]
- Kim Hyun-jin como Baek Do-hong: un director de cine hecho a sí mismo que se ha ganado 10 millones de espectadores, y que oculta un secreto.[9][10][11]
- Song Ji-woo como Ban Dan-ah, la prometida de Cha-min, una princesa sin ley que busca la elegancia.[12][13]

### Secundario

#### Familia de Jae-rim
- Baek Joo-hee como Hwang So-ra.
- Kim Chae-eun como Kang Soo-jin, obstetra y ginecóloga, y la hija mayor que protege a su madre y a sus hermanos menores.[14]
- Song Young-joo como Jin Gang-hwa.

#### Cheongdam Heaven
- Do Byeong-hun como Heo Young-bae, director del club Cheongdam Heaven y secretario de Cha-min, al que le habla sin rodeaos y da buenos consejos.[15][16]
- Lee Ji-hye como Goo Jeong-ja.
- Ahn Hyun-jeong como Yang Se-ri, una camarera de Cheongdam Heaven, que piensa que es guapa pero no tiene nada que mostrar excepto su edad.[17]

#### Otros
- Lee Sang-woon como Goo Nam-hoon, ginecólogo que trabaja en la misma clínica que Soo-jin, de la cual está enamorado.[18]
- Lee Da-hye como la mejor amiga de Shin Jae-rim.[19]
- Jang Do-yeon como la señora Who.[12]
- DinDin.[20]

### Apariciones especiales
- Ryu Seung-soo como el padre de Jae-rim (episodio 1).[21][22]

## Producción y promoción
Dreaming of a Freaking Fairy Tale está producida por KeyEast para Story Phoenix, con la cual firmó un contrato de producción el 1 de septiembre de 2023 por un monto de 6388 millones de wones y que tenía como plazo de expiración el 30 de abril de 2024.
La serie es una creación de Baek Mi-kyung, autora de los guiones de Strong Woman Do Bong-soon (2017), The Lady in Dignity (2017) y Mine  (2021).En esta ocasión, sin embargo, el guion lo firma la debutante Yoo Ja. La directora es Kim Min-kyung, que también debuta en ficción televisiva, pues hasta ahora había dirigido solo programas de variedades.
La producción se presentó a la prensa el 29 de mayo de 2024 en CGV Yongsan, Seúl, con la asistencia de la escritora Baek Mi-kyung, la directora Kim Mi-kyung y los actores Lee Jun-young, Pyo Ye-jin, Song Ji-woo y Kim Hyun-jin.

### Banda sonora original
El primer tema musical de la banda sonora original se lanzó el 1 de junio de 2024. Se titula Soaking In, y está interpretado por Kei, componente del grupo k-pop Lovelyz.
| Parte | Fecha de publicación                                                                 | Título                                                                               | Letra                                                                                | Música                                                                               | Artista                                                                              | Dur.                                                                                 | Ref.                                                                                 |
| ----- | ------------------------------------------------------------------------------------ | ------------------------------------------------------------------------------------ | ------------------------------------------------------------------------------------ | ------------------------------------------------------------------------------------ | ------------------------------------------------------------------------------------ | ------------------------------------------------------------------------------------ | ------------------------------------------------------------------------------------ |
| 1     | 1 de junio de 2024                                                                   | 스며드는 중 («Cayendo»)                                                              | Logoone, Han Kyung-soo                                                               | Logoone, Han Kyung-soo                                                               | Kei                                                                                  | 3:29                                                                                 | [ 30 ] [ 31 ]                                                                        |
| 2     | 7 de junio de 2024                                                                   | 비비디 바비디 부 («Bibbidi Bobbidi Boo»)                                             | Logoone, Han Kyung-soo                                                               | Logoone, Han Kyung-soo                                                               | Soovi                                                                                | 3:10                                                                                 | [ 32 ]                                                                               |
| 3     | 15 de junio de 2024                                                                  | 어떻게 널 사랑하지 않겠어 («Cómo no podría amarte»)                                  | Logoone, Han Kyung-soo                                                               | Logoone, Han Kyung-soo                                                               | Yves (Loona)                                                                         | 4:22                                                                                 | [ 33 ]                                                                               |
| 4     | 21 de junio de 2024                                                                  | 별 («Estrella»)                                                                      | Logoone, Han Kyung-soo                                                               | Logoone, Han Kyung-soo                                                               | Junny                                                                                | 4:09                                                                                 | [ 34 ]                                                                               |
| 5     | 28 de junio de 2024                                                                  | 교집힙 («Intersección»)                                                              | Logoone, Han Kyung-soo                                                               | Logoone, Han Kyung-soo                                                               | Charlie Bean Works                                                                   | 3:48                                                                                 | [ 35 ]                                                                               |
| Notas | Las canciones de la banda sonora tienen una versión instrumental de igual duración . | Las canciones de la banda sonora tienen una versión instrumental de igual duración . | Las canciones de la banda sonora tienen una versión instrumental de igual duración . | Las canciones de la banda sonora tienen una versión instrumental de igual duración . | Las canciones de la banda sonora tienen una versión instrumental de igual duración . | Las canciones de la banda sonora tienen una versión instrumental de igual duración . | Las canciones de la banda sonora tienen una versión instrumental de igual duración . |

## Crítica
En su recensión a la serie, Kim So-mi y Choi Hyun-soo (Cine 21) definen la producción como «perfecta para una comedia juvenil, refrescante y animada para matar el tiempo», y después escriben que «el núcleo de esta comedia, que retoma el viejo tema del deseo de ascenso oculto en el sistema matrimonial, es la parodia [...] Retuerce clichés con subtítulos que recuerdan a memes, CG de estilo pobre y edición tipo caricatura. La astuta voz en off del locutor Lee Geum-hee, que señala directamente las costumbres obsoletas contenidas en la narrativa, también es un elemento agradable».